# CYP3A4
시토크롬 P450 3A4(Cytochrome P450 3A4 약칭 CYP3A4 , EC 1.14.13.97)는 주로 간과 내장에서 발견되는 신체의 중요한 효소이다. 독소나 약물과 같은 작은 외부 유기 분자(이종 생체)를 산화시켜 몸에서 제거할 수 있다.

## 같이 보기
- CYP3A5
- CYP3A7
- CYP2D6